# Esqui alpino nos Jogos Olímpicos de Inverno de 2006 - Downhill feminino
A competição de downhill feminino nos Jogos Olímpicos de Inverno de 2006 aconteceu no dia 15 de fevereiro.

## Medalhistas
| Ouro   | AUT Michaela Dorfmeister |
| Prata  | SUI Martina Schild       |
| Bronze | SWE Anja Pärson          |

## Resultados
| #   | Esquiadora                   | Tempo   | Diferença |
| --- | ---------------------------- | ------- | --------- |
|     | AUT Michaela Dorfmeister     | 1:56.49 | 0.00      |
|     | SUI Martina Schild           | 1:56.86 | +0.37     |
|     | SWE Anja Pärson              | 1:57.13 | +0.64     |
| 4   | AUT Renate Götschl           | 1:57.20 | +0.71     |
| 5   | SUI Nadia Styger             | 1:57.62 | +1.13     |
| 6   | GER Petra Haltmayr           | 1:57.69 | +1.20     |
| 7   | USA Julia Mancuso            | 1:57.71 | +1.22     |
| 8 = | USA Lindsey Kildow           | 1:57.78 | +1.29     |
| 8 = | AUT Alexandra Meissnitzer    | 1:57.78 | +1.29     |
| 10  | ITA Nadia Fanchini           | 1:57.84 | +1.35     |
| 11  | GBR Chemmy Alcott            | 1:57.85 | +1.36     |
| 12  | SUI Fränzi Aufdenblatten     | 1:57.96 | +1.47     |
| 13  | ITA Lucia Recchia            | 1:58.30 | +1.81     |
| 14  | SUI Sylviane Berthod         | 1:58.36 | +1.87     |
| 15  | FRA Marie Marchand-Arvier    | 1:58.39 | +1.90     |
| 16  | FRA Ingrid Jacquemod         | 1:58.46 | +1.97     |
| 17  | SWE Janette Hargin           | 1:58.53 | +2.04     |
| 18  | SWE Jessica Lindell-Vikarby  | 1:58.56 | +2.07     |
| 19  | USA Stacey Cook              | 1:58.70 | +2.21     |
| 20  | CAN Emily Brydon             | 1:58.97 | +2.48     |
| 21  | USA Kirsten L. Clark         | 1:59.07 | +2.58     |
| 22  | SWE Nike Bent                | 1:59.17 | +2.68     |
| 23  | ISL Dagný L. Kristjánsdóttir | 1:59.43 | +2.94     |
| 24  | CAN Kelly Vanderbeek         | 1:59.63 | +3.14     |
| 25  | SLO Petra Robnik             | 1:59.66 | +3.17     |
| 26  | CAN Shona Rubens             | 2:00.30 | +3.81     |
| 27  | CAN Sherry Lawrence          | 2:00.47 | +3.98     |
| 28  | FRA Carole Montillet-Carles  | 2:01.03 | +4.54     |
| 29  | ITA Elena Fanchini           | 2:01.06 | +4.57     |
| 30  | ESP Carolina Ruiz Castillo   | 2:01.09 | +4.60     |
| 31  | MON Alexandra Coletti        | 2:01.34 | +4.85     |
| 32  | ITA Daniela Merighetti       | 2:01.76 | +5.27     |
| 33  | RUS Olesja Alieva            | 2:02.06 | +5.57     |
| 34  | LIB Chirine Njeim            | 2:02.86 | +6.37     |
| 35  | SVK Soňa Maculová            | 2:03.63 | +7.14     |
| 36  | SVK Jana Gantnerová          | 2:04.60 | +8.11     |
| 37  | SVK Eva Hučková              | 2:05.32 | +8.83     |
| 38  | ESP Andrea Casasnovas        | 2:06.73 | +10.24    |
| 39  | ARG Miriam Vázquez           | 2:07.42 | +10.93    |
| 40  | ALG Christelle Laura Douibi  | 2:09.68 | +13.19    |
|     | CRO Janica Kostelić          | DNS     |           |
|     | LIE Tina Weirather           | DNF     |           |
|     | SLO Urška Rabič              | DNF     |           |
|     | AUT Elisabeth Görgl          | DNF     |           |
|     | ESP Leyre Morlans            | DNF     |           |

Legenda
| Recorde mundial      | Recorde mundial (World record)               |                       | Recorde africano                      | Recorde africano (African) |                                           | Q | Classificado por posição (Qualified) |
| Recorde olímpico     | Recorde olímpico (Olympic record)            | Recorde da América    | Recorde da América (Americas)         | q                          | Classificado por melhor tempo (Qualified) |   |                                      |
| Melhor marca do ano  | Melhor marca do ano (World leading)          | Recorde asiático      | Recorde asiático (Asian)              | DNS                        | Não largou (Did not start)                |   |                                      |
| Recorde nacional     | Recorde nacional (National record)           | Recorde europeu       | Recorde europeu (European)            | DNF                        | Não terminou (Did not finish)             |   |                                      |
| Recorde pessoal      | Recorde pessoal do atleta (Personal best)    | Recorde da Oceania    | Recorde da Oceania (Oceania)          | DSQ / DQ                   | Desclassificado (Disqualified)            |   |                                      |
| Recorde da temporada | Recorde da temporada do atleta (Season best) | Recorde sul-americano | Recorde sul-americano (South America) | NM                         | Sem marca (No mark)                       |   |                                      |